# John Nathaniel Rosen
Pour les articles homonymes, voir Rosen.
John Nathaniel Rosen, né Abraham Nathan Rosen le 22 novembre 1902 à New York et mort le 30 mars 1993 à Boca Raton, est un psychothérapeute et médecin américain, auteur de la méthode psychothérapeutique de l'« analyse directe » dans la  psychothérapie des psychoses. Son ouvrage sur L'analyse directe (Direct analysis. Selected Papers, New York, 1953) est paru en traduction française aux P.U.F. en 1960.
Il est interdit d'exercice de la médecine par l'ordre des médecins de Pennsylvanie, en 1983 après la révélation de plusieurs scandales, alors qu'il est déjà âgé de 79 ans.

## Biographie
John Nathaniel Rosen, naît à Brooklyn le 22 novembre 1902. Il est le fils de Samuel Rosen et Esther Mollie Oriwitch. Il fait ses études de médecine et de psychiatrie à New York et est nommé professeur associé à la faculté de médecine de l'université Temple, de Philadelphie. En 1932, il épouse Hazel M. Geismar Israel, avec laquelle il aura deux fils et une fille. En 1947, il publie « The Treatment of Schizophrenic Psychosis by Direct Analysis », dans la revue scientifique Psychiatric Quaterly. Il publie en 1953 son ouvrage Direct Analysis, aux éditions Grune et Stratton. En 1971, il reçoit le prix de psychothérapeute de l'année de l'Académie américaine de psychothérapie.

## L'analyse directe
D'après le Vocabulaire de la psychanalyse, la méthode de psychothérapie analytique des psychoses préconisée par J.N. Rosen, que celui-ci a exposée et enrichie depuis 1946, « tire son nom de l'usage d' “interprétations directes” fournies aux patients ». Ces interprétations « directes » présentent les caractéristiques suivantes :
1. elles portent sur des « contenus inconscients que le sujet exprime verbalement ou non (mimique, posture, gestes, conduite) » ;
2. elles « n'exigent pas l'analyse des résistances » ;
3. elles « ne recourent pas nécessairement à la médiation de chaînons associatifs »[2].

Dans le cadre de cette méthode sont en outre proposés des « procédés techniques destinés à établir une relation affective étroite d' “inconscient à inconscient” » au cours de laquelle le thérapeute, écrit Rosen, « doit devenir pour le patient la figure maternelle qui ne cesse de donner et de protéger »,. Selon Roger Perron, le postulat de base de Rosen est que les troubles graves observés notamment dans le traitement des schizophrénies « procèdent d'un maternage carentiel, inadéquat, néfaste ; en conséquence, le patient est psychiquement un bébé, à traiter comme tel par un don d'amour inconditionnel ». La prise en charge d'un même patient par le thérapeute peut être quasi permanente et durer des semaines, voire plusieurs mois ; les interventions « directes » peuvent comporter des contacts physiques violents, et cette technique méconnaît, sur le plan pratique, « les risques évidents de dérapage contre-transférentiel ».
Élisabeth Roudinesco et Michel Plon voient dans l'analyse directe inventée par John Rosen une « méthode de psychothérapie d'inspiration kleinienne » qui vient à la suite des innovations proposées par les disciples de Freud dans le cadre de l'évolution de la technique psychanalytique. Pour Roger Perron, « l'analyse directe »  de John Rosen rappelle , « en la portant à son extrême, la “technique active” prônée par Sándor Ferenczi avant que Freud l'en détourne ».

## Controverses et interdiction professionnelle
Les premières investigations remontent aux années 1970, il est accusé de pratique illégale de la psychiatrie, car il n'a pas de diplôme. Une enquête est menée sur ses méthodes qui recourent à la violence physique et aux abus sexuels de plusieurs patients. Plutôt que d'affronter un procès, il préfère renoncer à l'exercice de la médecine.  
En 1983, il est interdit de pratique médicale par l'ordre des médecins de Pennsylvanie.

## "Analyse directe" de Rosen dans la culture
Roman : Savage Sleep by Millen Brand

## Affaires judiciaires
1960 : l'affaire Hammer vs Rosen
1979 : mort de Claudia Ehrmann (homicide involontaire)
1983 : Sally Zinman / Janet Katkow / Julia Blythe / Michael Hallinan

## Publications
- (en) John N.Rosen, « The Treatment of Schizophrenic Psychosis by Direct Analytic Therapy », Psychiatric Quarterly,‎ 1947
- John N. Rosen, L'analyse directe, PUF, Paris, 1953
- (en) John Rosen, « The treatment of schizophrenic psychosis by direct analytic therapy », dans Charles F. Reed, Irving E. Alexander, Silvan S. Tomkins (Eds), Psychopathology : A Source Book (manuel), Cambridge (USA), Harvard University Press, 1963, 2e éd. (1re éd. 1958), p.420-446.